# Hervé Bayard
Hervé Bayard, né le 20 novembre 1944 à Amiens (Somme), est un pilote automobile franco-belge de courses de côte, de rallye, et de vitesse sur circuits.

## Biographie
Hervé Bayard débute par des courses motocyclistes en 1963 sur une Morini de 175 cm3, puis il franchit le pas de la compétition automobile à compter de 1966 sur Renault 8 Gordini (en Coupe R8 Gordini). Durant la deuxième moitié des années 1960 il prend successivement le volant de Lotus Cortina, Brabham, Matra F3, et devient pilote officiel Ford sur Escort en 1968-1969, remportant ainsi le rallye AGACI en octobre 1968.
Durant la première moitié des années 1970, il court initialement sur Pygmée puis Techno (1970-1971), puis il s'installe au volant d'une Surtees (TS5) en 1972, et ensuite alternativement derrière celui de monoplaces Lola (surtout) et March. Il s'essaie sur Ralt en 1978, marque dont il utilise régulièrement une RT30 des années 1980 à sa fin de carrière. 
Il participe également aux 24 Heures du Mans à quatre reprises (1972, 1973, 1975 et 1981), terminant 18e en 1972.
Il récolte quelque 280 victoires en près de 600 courses.

## Palmarès

### Moto
- Vice-champion de France national 175 cm3 en 1963, sur Morini ;
- Vice-champion de France international 250 cm3 en 1964, sur Morini (derrière Jean-Pierre Beltoise).

### Auto

#### Titres
- Champion de France des circuits, en 1980 sur Lola T 297 ;
- Champion de France de la montagne, en 1970 sur Techno-Ford F2 (devant Pierre Maublanc) ;
- Dix fois champion de Belgique des courses de côte, en 1982, 1983, 1984, 1986, 1987, 1988, 1989, 1990, 1992 et 1993 (record battu en 2008 par Jean Schmits, invaincu alors depuis 1998) ;
- Sept fois champion du Luxembourg des courses de côte ; 
  - Vice-champion d'Europe de la montagne, catégorie Racing Car en 1972 sur Surtees TS5.

#### Victoires notables en courses de côte françaises
(16 victoires en 1970, sur 29 courses disputées)
- 1969 : Saint Gouëno (1re édition de l'épreuve)[2] ;
- 1970 : Lure ;
- 1970 : Chamrousse ;
- 1970 et 1972 : Turckheim ;
- 1971 : Bourbach ;
- 1972 : La Bachellerie ;
- 1972 : Les Andelys ;
- 1972 et 1973 : Soissons.

Durant la saison de 1972, il utilise parfois une Surtees-DFV surpuissante apparentée à la Formule 5000, finalement trop puissante pour des épreuves de montagne.